# Zagorica pri Dolskem
Zagorica pri Dolskem este o localitate din comuna Dol pri Ljubljani, Slovenia, cu o populație de 94 de locuitori.